# Plattenburg (Duitsland)
Plattenburg is een gemeente in de Duitse deelstaat Brandenburg, en maakt deel uit van de Landkreis Prignitz.
Plattenburg telt 3.270 inwoners.

## Demografie
- Ontwikkeling van de bevolking sinds 1875 binnen de huidige grenzen (blauwe lijn: Bevolking; stippellijn: Vergelijking van de ontwikkeling van de bevolking van de deelstaat Brandenburg, Grijze achtergrond: tijdens de nazi-regering, Rode achtergrond: tijdens de communistische regering)
- Recente ontwikkeling van de bevolking (blauwe lijn) en prognoses (stippelijn)

| Jaar | Inwoners |
| ---- | -------- |
| 1875 | 6 113    |
| 1890 | 5 589    |
| 1910 | 5 592    |
| 1925 | 5 852    |
| 1939 | 5 384    |
| 1950 | 8 827    |
| 1964 | 6 571    |

| Jaar | Inwoners |
| ---- | -------- |
| 1971 | 6 351    |
| 1981 | 5 141    |
| 1985 | 5 265    |
| 1990 | 5 146    |
| 1995 | 4 693    |
| 2000 | 4 177    |
| 2005 | 3 977    |

| Jaar | Inwoners |
| ---- | -------- |
| 2010 | 3 712    |
| 2015 | 3 413    |
| 2016 | 3 412    |
| 2017 | 3 325    |
| 2018 | 3 297    |
| 2019 | 3 274    |
| 2020 | 3 270    |

Gegevensbronnen worden beschreven in de Wikimedia Commons..
Bad Wilsnack ·
Berge ·
Breese ·
Cumlosen ·
Gerdshagen ·
Groß Pankow (Prignitz) ·
Gülitz-Reetz ·
Gumtow ·
Halenbeck-Rohlsdorf ·
Karstädt ·
Kümmernitztal ·
Lanz ·
Legde/Quitzöbel ·
Lenzen (Elbe) ·
Lenzerwische ·
Marienfließ ·
Meyenburg ·
Perleberg ·
Pirow ·
Plattenburg ·
Pritzwalk ·
Putlitz ·
Rühstädt ·
Triglitz ·
Weisen ·
Wittenberge